# ポニカロード
ポニカロードは、2013年10月から2022年4月まで神奈川県横浜市を拠点に活動していた日本の女性アイドルグループ。略称はポニカ。ドミトリーム・エンターテインメント所属。2022年4月のアイドル活動終了後は「神奈川広報部」をキャッチフレーズにタレント活動している。

## 概要

### 馬車道発横浜アイドルとして
- 2022年4月24日まで「馬車道発横浜アイドル」を名乗り活動していた。
- グループ名は「馬車道」の３文字をそれぞれ英語（Pony・Car・Road）に読み替えて縮めたもの。
- メンバーの名字は関内・馬車道周辺の地名に由来する。
- 横浜市内18区をメンバーで分担してPR活動をしていた。中区と西区はグループ全体でPRを担当。
- 神奈川県知事公認特命かながわ発信隊[1]・神奈川県警防犯応援アイドル[2]・Y.S.C.C.公認横浜アイドルとして活動していた。
- 所属事務所はライブバーを経営しており、結成当初は同じ所属事務所の女性アイドルグループ、かんない少女隊の妹分として同店舗で「Idol with Drink」「一緒に飲めるアイドル」として活動していたが、2015年頃を目途に同コンセプトでの活動は事実上終了した[3]。
- 2022年4月24日のラストライブをもってアイドルとしての活動を終了し、「神奈川広報部」として神奈川県の広報を担うタレント活動を継続することを発表した。

### 神奈川広報部として
- 2022年5月頃より「神奈川広報部」としての活動を始め、グループのロゴを刷新し、メンバー名を漢字表記に変更した。

## 略歴
- 2013年
  - 10月27日 - 入船あん、住吉かのん、真砂りさ、大田あかりの４名により結成。
  - 11月12日 - 所属事務所の経営するライブバー、横浜スリーエスで初ライブを行う。
- 2014年
  - 5月3日 - ザよこはまパレードに初参加[4]。
  - 6月1日 - 横浜開港祭に初参加[5]。
- 2015年
  - 5月 - 1stCD「PonicaRoad」発売。
  - 9月 - 真砂りさが卒業。首の負傷により、活動の継続が困難になったことに伴い勇退。
- 2016年
  - 1月 - 横浜O-SITEで「ポニカロード定期LIVE」Vol.1を開催。
  - 3月26日 - 横浜O-SITEで1stワンマンライブを開催。
  - 11月20日 - 新宿Ruido K4で2ndワンマンライブを開催。
- 2017年
  - 5月 - Y.S.C.C.の公認横浜アイドルに就任[6]。
  - 5月20日 - 尾上まなみ・港ゆきが加入。
  - 11月12日 - 結成4周年を記念して二部制の定期ライブを開催。1年後の5周年2Daysワンマンライブの開催が発表される。
- 2018年
  - 10月27日 - 関内BAYSISで5周年2Daysワンマンライブ・Day1を開催。南仲ないろがサプライズで加入。
  - 10月28日 - 横浜O-SITEで5周年2Daysワンマンライブ・Day2を開催。真砂りさが1曲限定でステージ復帰。2日間の動員目標450人を達成。
- 2019年
  - 3月7日 - 関内ホール小ホールで観覧無料のイベント「ポニカ博覧会」を開催[7]。
  - 9月 - 小学生を対象とするキッズダンス教室「ポニカダンス教室」の開講が発表される[8]。
  - 10月5日 - 日本郵船氷川丸で6周年ワンマンライブを開催[9]。
  - 12月 - 同グループの楽曲「横浜LOVER」をモチーフとする主演映画のクラウドファンディングが目標金額を達成[10]。
- 2020年
  - 2月29日 - みなとみらいブロンテで横浜ヨコハマと共催の主催フェス「ヨコハマフェス2020」を開催[11]。
  - 8月9日 - 定期公演である「ポニカロード定期LIVE」が第50回を迎える。
  - 9月16日 - 所属事務所が主催するアイドルと地方の活性化プロジェクト「47idol」 へ神奈川県代表アイドルとしての参加が発表される[12]。
  - 11月23日 - 横浜市開港記念会館で7周年ワンマンライブを開催[13]。
  - 12月20日 - 横浜mint hallで横浜ヨコハマと共催の主催配信限定フェス「ヨコハマフェスOnline」を開催[14]。
  - 12月22日 - 『2020年ご当地アイドル肩書きランキングBEST20』で第10位に選ばれる[15]。

- 2021年
  - 2月1日 - 南仲ないろの同日付での脱退が発表される。新型コロナウイルス感染症の拡大に伴うグループとの活動方針の相違によるもの[16]。
  - 3月27日 - 住吉かのん・尾上まなみが24時間配信「住吉尾上24時間配信～のんまなが地球を救う～」を開催[17]。
  - 5月9日 - 横浜スタジアムで開催されたプロ野球、横浜DeNAベイスターズ対阪神タイガースの試合にて太田あかりが始球式を務めた[18]。
  - 6月27日 - 横浜高速鉄道みなとみらい線とのコラボミュージック・ビデオ「皆との未来」が公式YouTubeチャンネルで公開[19]。
  - 7月25日 - 入船あんと住吉かのんが出演するショートフィルム「タイムマシンとスイカ割り」が第７回立川名画座通り映画祭で入選[20]。監督は元エーデルワイスの門田樹。
  - 8月7日 - ショートフィルム「タイムマシンとスイカ割り」が第７回立川名画座通り映画祭であしたのSHOW（賞）を受賞[21]。
- 2022年
  - 1月16日 - シネマ・ジャック&ベティで主演映画「オバケだっていいさ」の初上映会と舞台挨拶を開催[22]。
  - 3月8日 - 2022年4月24日をもってアイドルとしての活動を終了することを発表[23]。
  - 4月24日 - 第１部みなとみらいブロンテ、第２部横浜mint hallでラストライブを開催。アイドルとしての活動を終了。住吉かのん、尾上まなみ、港ゆきがグループを卒業。住吉かのんは芸能活動を引退。
- 2023年
  - 10月21日 - NAKED LOFT YOKOHAMAでポニカロード結成10周年記念イベントを開催[24]。
  - 10月29日 -入船杏が 横浜マラソンに参加し、初のフルマラソンながら制限時間内に完走[25]。
  - 11月22日 大和駅東側プロムナードにて行われたイルミネーション点灯式にて神奈川県警大和警察署よりグループ結成以来初の一日警察署長に任命される[26]。
- 2024年
  - 2月26日 - Y.S.C.C.のシーズン公認サポーターに就任[27]。

## メンバー
| 名前                    | 誕生日   | ニックネーム | メンバーカラー | 加入時期   | 備考 |
| ----------------------- | -------- | ------------ | -------------- | ---------- | --- |
| 入船杏 いりふね・あん   | 10月31日 | あんちゃん   | 白紫           | 2013年10月 | アイドル時代はリーダーを務め、旭区、磯子区、港南区担当メンバー。「START」に作詞で参加。2022年4月24日にアイドルとしての活動を終了。「神奈川広報部」として神奈川県の広報を担うタレント活動をポニカロードの名義で継続し、名前を漢字表記に変更。 |
| 太田明里 おおた・あかり | 8月17日  | あかりん     | パステルレッド | 2013年10月 | 青葉区、金沢区、港北区担当メンバー。住吉かのんとは中学からの同級生。2022年4月24日にアイドルとしての活動を終了。「神奈川広報部」として神奈川県の広報を担うタレント活動をポニカロードの名義で継続し、名前を漢字表記に変更。                    |

### 卒業・脱退メンバー（加入時期順）
| 名前                          | 誕生日   | ニックネーム | メンバーカラー   | 加入時期   | 備考 |
| ----------------------------- | -------- | ------------ | ---------------- | ---------- | --- |
| 真砂りさ まさご・りさ         | 2月10日  | りさちん     | コバルトグリーン | 2013年10月 | 2015年9月に卒業。首の負傷が理由。芸能活動を引退。 |
| 住吉かのん すみよし・かのん   | 12月26日 | のんたん     | オレンジ         | 2013年10月 | 2022年4月24日にポニカロードを卒業。芸能活動を引退。 |
| 尾上まなみ おのえ・まなみ     | 10月21日 | まなみん     | ピンク           | 2017年5月  | 2022年4月24日にポニカロードを卒業。事務所に所属のまま自身をリーダーとする新規のダンスグループ「mob」を結成し活動していたが、2023年1月31日を最後に活動終了。事務所を移籍し、2023年8月6日アイドルグループ 冥土ノ土産の匁一花（もんめ・いちか）として再デビュー。同グループの解散後、2024年1月にアイドルグループ ひっくりかえせクラブに「あべまなみ」として加入。 |
| 港ゆき みなと・ゆき           | 9月5日   | ゆっきー     | 紺色             | 2017年5月  | 2022年4月24日にポニカロードを卒業。事務所を移籍し、湊ゆきに改名して活動を継続。2023年よりB.LEAGUEの横浜ビー・コルセアーズ公式ブースターソング『We are B-CORSAIRS』のシンガーに就任。2024年2月に一身上の都合により事務所を退社。芸能活動を事実上引退。 |
| 南仲ないろ みなみなか・ないろ | 6月11日  | ないるん     | 黄色             | 2018年10月 | 2021年2月に脱退。新型コロナウイルス感染症の拡大に伴うグループとの活動方針の相違が理由。2023年9月30日にアイドルグループ ひっくりかえせクラブのna彩（なあや）として再デビューしたが、2024年4月21日に同グループから卒業。 |

## ディスコグラフィー

### シングル
| # | タイトル         | 収録曲                                             | 発売日         | 備考 |
| - | ---------------- | -------------------------------------------------- | -------------- | --- |
| 1 | PonicaRoad       | 1. PonicaRoad 2. サンデー☆リラックス 3. ぽにか音頭 | 2015年5月17日  | M3 「ぽにか音頭」には神奈川県警防犯応援アイドルとして活動する際に披露する公式の替え歌「詐欺撲滅音頭」がある。2015年のヨコハマカワイイパークにてジャケット特別仕様版が限定先行販売された。 |
| 2 | Basya！ポニカ！  | 1. Basya！ポニカ！ 2. わがままプリンセス           | 2016年11月20日 | 2016年11月の2ndワンマンライブにてジャケット特別仕様版が限定販売された。 |
| 3 | START／Go On     | 1. START 2. Go On                                  | 2017年4月29日  | M1 「START」は入船あんが作詞に参加。 |
| 4 | おまつり花火     | 1. おまつり花火 2. We Can Fly                      | 2019年3月7日   | |
| 5 | Shout of Victory | 1. Shout of Victory 2. 恋のブレーキ                | 2019年3月7日   | 尾上まなみ・港ゆきがCD初参加。 |
| 6 | 横浜LOVER        | 1. 横浜LOVER 2. 同じ時を、同じ夢を                 | 2019年3月7日   | M1「横浜LOVER」はN.U.の庭瀬幸一郎の作詞・作曲。M2「同じ時を、同じ夢を」はN.U.の宇田シンヤの作詞・作曲。                                                                                   |
| 7 | ぐるぐる◎サマー  | 1. ぐるぐる◎サマー 2. メイクアップスーパーチャイナ | 2019年6月15日  | 南仲ないろがCD初参加。TSUTAYAの「菊名駅東口店」「町田木曽店」「町田西友店」でジャケット特別仕様版が販売されている。                                                                       |

### 無料配布チャリティーCD
| # | タイトル           | 収録曲                | 配布開始日    | 備考 |
| - | ------------------ | --------------------- | ------------- | --- |
| 1 | ヨコハマものがたり | 1. ヨコハマものがたり | 2018年11月3日 | 作詞は穂積ユタカ（Nudist Beach名義）。投げ銭制で無料配布しており、全額が横浜市社会福祉協議会に寄付される。 |

### 未音源化楽曲
| # | タイトル                 | 発表時期   | 備考 |
| - | ------------------------ | ---------- | --- |
| 1 | ギュッとチュッと         | 2016年2月  | |
| 2 | Five Dream               | 2018年6月  | 振付はVitamin Kissの前田るんぴ（元川崎純情小町☆）によるもの。南仲ないろの加入に伴い歌詞を一部変更して「Dreams」に改題。 |
| 3 | 横浜18区の歌             | 2018年10月 | |
| 4 | アイアイ傘               | 2019年9月  | 傘のシェアリングサービス「アイカサ横浜」のイメージソングに起用。                                                        |
| 5 | アナザームーンライト     | 2019年10月 | |
| 6 | レインボーライトヨコハマ | 2020年2月  | |
| 7 | 皆との未来               | 2020年11月 | 横浜高速鉄道みなとみらい線とのコラボミュージック・ビデオが公式YouTubeチャンネルで公開中。                               |

### 主なカバー楽曲
- ハピネスチュ〜ン（ぷらむ○ガーデンのカバー）
- マネージメントしちゃうぞ☆ (ジョセイジンのカバー)

## 映像作品

### 映画
| タイトル           | 公開日               | 備考 |
| ------------------ | -------------------- | --- |
| オバケだっていいさ | 2022年1月16日 初上映 | 初主演映画作品。監督は元エーデルワイスの門田樹。同グループの楽曲「横浜LOVER」をモチーフおよびテーマソングとして起用している。 |

### DVD
| タイトル                                               | 発売時期       | 備考                                                                                                 |
| ------------------------------------------------------ | -------------- | --- |
| 太田あかりのあかりん散歩                               | 2017年8月12日  | 2017年8月12日開催の太田あかり生誕祭で販売。太田あかりが関内～山下公園周辺を散策した模様を収録。      |
| 横浜アイドルポニカロード 1st&2ndワンマンライブ         | 2018年7月20日  | 2016年3月26日開催の1stワンマンライブ、2016年11月20日開催の2ndワンマンライブの模様を収録。            |
| 入船あん推しカメラ＋１００のコト                       | 2018年11月17日 | 過去のライブ映像から入船あんが映っているパートを編集したものを収録。                                 |
| ポニカロード結成5周年2DAYSワンマンライブ               | 2019年3月7日   | 2018年10月27日・28日開催の5周年2Daysワンマンライブの模様を収録。                                     |
| 入船あん推しカメラ２＋過去動画振り返り                 | 2019年11月4日  | 入船あん推しカメラの第二作。過去のライブ映像から入船あんが映っているパートを編集したものを収録。     |
| ポニカロードの曲でPV風に横浜を巡ってみた～住吉かのん～ | 2020年12月28日 | グループのオリジナル楽曲を住吉かのんの歌唱で横浜市内の散策する模様と併せてPV風に編集したものを収録。 |
| ラブレターフロム金田                                   | 2023年8月20日  | 太田明里主演の短編映画を収録。監督は元エーデルワイスの門田樹。                                       |

### ミュージック・ビデオ
| タイトル           | 発表時期      | 備考                                                       |
| ------------------ | ------------- | ---------------------------------------------------------- |
| ヨコハマものがたり | 2018年11月3日 |                                                            |
| 皆との未来         | 2021年6月27日 | 横浜高速鉄道みなとみらい線とのコラボミュージック・ビデオ。 |

### ショートフィルム
| タイトル                 | 発表時期       | 備考                                                                               |
| ------------------------ | -------------- | ---------------------------------------------------------------------------------- |
| 缶コーヒー               | 2020年12月17日 | 住吉かのん・南仲ないろが出演。                                                     |
| コピペ                   | 2020年12月20日 | 太田あかりが出演。                                                                 |
| さまぁ〜ずが来る         | 2020年12月25日 | 入船あんが出演。                                                                   |
| タイムマシンとスイカ割り | 2020年12月31日 | 入船あん・住吉かのんが出演。第７回立川名画座通り映画祭であしたのSHOW（賞）を受賞。 |
| けったましーん           | 2021年1月7日   | 尾上まなみが出演。                                                                 |
| イルノイナイノ           | 2021年1月14日  | 港ゆきが出演。                                                                     |

### 主なゲスト出演
- 横浜のことならアットヨコハマ公式YouTubeチャンネル
- ボートピア横浜公式YouTubeチャンネル